# Lena Morrow Lewis
Martha Lena Morrow Lewis (Condado de Warren, 1868 – 1950), conocida por su segundo nombre, fue una periodista, directora de periódico, oradora y organizadora política estadounidense. Aunque fue activista durante la ley seca, el sufragio de las mujeres y los movimientos socialistas, se la recuerda por ser una de las principales dirigentes del Partido Socialista de América durante el apogeo de esa organización en las primeras dos décadas del siglo XX y por ser la primera mujer en servir en el comité ejecutivo nacional.

## Trayectoria
Morrow nació en diciembre de 1868 en el Condado de Warren, en Illinois, en donde creció. Era la hija del reverendo presbiteriano T. G. y de Mary A. Morrow. Fue al instituto en Paxton, y cuando terminó la educación secundaria, se matriculó en la Universidad de Monmouth en Illinois, afiliada a la iglesia presbiteriana, donde se graduó en 1892. Después de graduarse, Morrow empezó su carrera de activista aunque su orientación fue cambiando de enfoque al establecer nuevas prioridades.
Empezó como conferenciante nacional para la Unión Cristiana de Mujeres por la Templanza (WCTU, en sus siglas en inglés) hasta 1898 y, durante este periodo, desempeñó el cargo de presidenta de distrito de la WCTU en Illinois. En 1898, Morrow se implicó en la causa del sufragio femenino trabajando como organizadora del movimiento sufragista hasta 1901. Empezó a trabajar en Dakota del Sur, hasta que en 1900 se mudó a Oregón. Como trabajadora por el sufragio de las mujeres, Morrow se convirtió en la primera activista femenina en trabajar con el poderoso movimiento sindical de trabajadores de Chicago en un esfuerzo por conseguir su ayuda para traer el voto a las mujeres.

### Conferenciante del Partido socialista
Morrow se unió al Partido Socialista de América (SPA en sus siglas en inglés) en 1902 y redirigió su activismo del sufragio de las mujeres al socialismo. Morrow se sintió atraída por el énfasis del socialismo en conseguir unas condiciones laborables justas. Según ella, un hombre sin trabajo estaba en peores condiciones que una mujer sin voto ya que un trabajo era necesario para ganarse la vida. Escogió California para su activismo, saliendo del área de la Bahía del San Francisco.
En 1903, Morrow tomó el nombre de Lewis por un breve matrimonio con Arthur Morrow Lewis, otro profesor del Partido Socialista. Su marido nació en Inglaterra, estudió para el ministerio, y se convirtió en un destacado erudito. Al año siguiente, ella fue arrestada en San Francisco por hablar en las calles y pasó unas cuantas horas en prisión.
Morrow fue infatigable en la promoción del Partido Socialista tanto como organizadora nacional como conferenciante entre 1908 y 1914. Durante aquel tiempo, habló en cada estado excepto en Misisipi, y estableció compromisos en Canadá e Inglaterra. En sus viajes acudió a lugares de todo tipo, desde campamentos de madera a distritos mineros, así como auditorios y salas. Fue miembro  de la organización estudiantil Intercollegiate Socialist Society y en 1905 fue elegida para ser un miembro del Comité Nacional de la Mujer del Partido Socialista de California. Ella fue la primera y única mujer miembro. Posteriormente, Morrow fue designada para llevar la delegación americana al Congreso Socialista Internacional de 1910 en Copenhague, Dinamarca.
Aunque fue más conocida por sus charlas, Morrow fue una escritora prolífica. Se distribuyeron más de 200.000 copias de su panfleto, "El Partido Socialista y el sufragio de la mujer". Fue colaboradora habitual de la revista The Progressive Woman (llamada originalmente The Socialist Woman).
De mediana edad y divorciada, Morrow formaba parte de la estructura de poder del Partido Socialista y se erigió como una de sus "organizadores y conferenciantes excepcionales". Sin embargo, entre 1910 y 1911, se convirtió en el blanco del escándalo y pidió su dimisión del Comité Ejecutivo Nacional debido a su relación con el Secretario Ejecutivo Nacional del Partido Socialista, J. Mahlon Barnes. Aunque el escándalo disminuyó, Morrow se negó a postularse nuevamente y se fue al territorio de Alaska como organizadora. Allí,  vivió sola en una cabaña de dos habitaciones entre 1913 y 1917. Durante su tiempo en Juneau, enseñó, dio charlas, escribió e hizo campaña. Fue la editora  del Sunday Morning Post en Juneau durante más de dos años y también coeditora del periódico laboral oficial del estado, Alaska Labor News.

### Regreso a California
En los años 20, Morrow se encontraba en San Francisco, en California, y seguía activa en el Partido Socialista. Fue la candidata para vicegobernadora de California en 1926, ganando con 56.000 votos (más de 10.000 más los recogidos por el escritor Upton Sinclair, el candidato socialista para Gobernador. También fue la candidata de los socialistas de California para el Senado de los Estados Unidos en 1928.
Morrow fue elegida Secretaria Estatal del Partido Socialista de California en 1925 y quedó en el cargo hasta 1930, sirviendo también durante ese tiempo como editora del periódico Labor World del Partido Socialista. También mantuvo una afiliación activa en la Liga Internacional de Mujeres por la Paz y la Libertad y en la League of Women Voters. En 1931, Morrow fue elegida miembro del Comité Ejecutivo Nacional gobernante del Partido Socialista de América.
Dimitió del Partido Socialista en 1936 para unirse a la Social Democratic Federation que se separó del SPA por desacuerdos ideológicos. Pasó sus últimos años organizando la biblioteca del Rand School of Social Science, una escuela fundada para enseñar el socialismo.

### Muerte y legado
Morrow murió en 1950, con 81 años. A pesar de que  había estado en la alta dirección del Partido Socialista durante la mayor parte de su vida, no escribió sus memorias. Sin embargo, dejó muchos documentos que están guardados en la Biblioteca Tamiment y los archivos de Robert F. Wagner en la Universidad de Nueva York. La colección de Morrow consta de dos estanterías de materiales en cinco cajas de archivos y ha sido microfilmada por la biblioteca para uso académico. También se encuentra en la NYU una pequeña colección de fotografías de Lewis con sus contemporáneos en el movimiento socialista.

## Trabajos
- The Socialist Party and Women Suffrage. Chicago: National Office of the Socialist Party, n.d. [1911].
- "The Materialist Basis of Education", The Masses, marzo de 1912.
- Mission of the Social Democratic Federation. Washington D. C.: Social Democratic Federation National Office, n.d. [c. 1936].